# 高田佳輔
高田 佳輔（たかだ けいすけ）は、日本の社会学者（社会心理学・社会学・心理学）。学位は博士（社会学）（中京大学・2017年）。静岡県立大学短期大学部一般教育等講師。
中京大学現代社会学部嘱託職員などを歴任した。

## 概要
社会心理学を専攻している社会学者である。大規模多人数同時参加型オンラインロールプレイングゲームでのプレイが、現実世界の社会技能に対して与える影響について研究していた。中京大学、静岡県立大学などで勤務した。

## 来歴

### 生い立ち
梅村学園が設置・運営する中京大学に進学し、社会学部の社会学科にて学んだ。2010年（平成22年）3月、中京大学を卒業した。それに伴い、学士（社会学）の学位を取得した。さらに中京大学の大学院に進学し、社会学研究科にて学んだ。2012年（平成24年）3月、中京大学の大学院における修士課程を修了した。それに伴い、修士（社会学）の学位を取得した。

### 社会学者として
2015年（平成27年）4月、母校である中京大学に採用され、現代社会学部にて嘱託職員として勤務した。現代社会学部においては、主として社会調査実習室に携わった。その間、中京大学の大学院にも在籍していた。2017年（平成29年）3月、中京大学の大学院における博士課程を修了した。2019年（令和元年）5月、県と同名の公立大学法人により設置・運営される静岡県立大学に採用され、短期大学部にて一般教育等の講師に就任した。

## 研究
専門は社会学や心理学であり、特に社会心理学などの分野の研究に従事していた。大規模多人数同時参加型オンラインロールプレイングゲームが現実世界の社会技能に対して与える影響について研究していた。さらに、オンラインゲームをサード・プレイスとして活用する可能性についても研究していた。
2013年（平成25年）に社会情報学会中部支部研究会優秀賞を授与された。また、学会誌『社会情報学』に投稿した論文が評価され2017年（平成29年）に社会情報学会論文奨励賞を授与された。
さらに、(博士論文)を発展させた論文を『社会と調査』にて発表し、計量分析によりオンラインゲームと対人関係の希薄さとの間に関連があることを見出すとともに、そのオンラインゲームに仮想世界が存在するか否かによって影響度が異なることを明らかにした。この論文が評価され、2018年（平成30年）に社会調査協会より『社会と調査』賞を授与された。
学術団体としては、日本社会学会、日本デジタルゲーム学会、社会情報学会、日本行動計量学会、日本心理学会、などに所属した。

## 略歴
- 2010年 - 中京大学社会学部卒業[4]。
- 2012年 - 中京大学大学院社会学研究科修士課程修了[4]。
- 2015年 - 中京大学現代社会学部嘱託職員[3]。
- 2017年 - 中京大学大学院社会学研究科博士課程修了[4]。
- 2019年 - 静岡県立大学短期大学部一般教育等講師[3]。

## 賞歴
- 2013年 - 社会情報学会中部支部研究会優秀賞。
- 2017年 - 社会情報学会論文奨励賞。
- 2018年 - 社会調査協会『社会と調査』賞[9]。

## 博士論文
- 高田佳輔『オンラインゲームが現実世界の対人関係に及ぼす影響の量的・質的検討 [Effects of online gaming on real-world interpersonal relationships]』 中京大学〈博士（社会学） 33908甲第130号〉、2017年3月19日。

### 註釈
1. ↑  中京大学社会学部は、2007年に現代社会学部に改組された。ただし、社会学部は在校生が卒業するまでは存続するため、その間は現代社会学部と並存していた。